# Crambus cyrnellus
Crambus cyrnellus là một loài bướm đêm trong họ Crambidae.